# Kuehne + Nagel International AG
Kuehne + Nagel International AG (міжнародна назва Kuehne + Nagel, вимовляється Кюне + Нагель) — міжнародна транспортно-логістична компанія зі штаб-квартирою в місті Шенделега (Швейцарія). Компанія була заснована в 1890 році у Бремені (Німецька імперія), Августом Кюне та Фрідріхом Нагелем. Компанія надає послуги з морських, повітряних та авто вантажоперевезень, складської, контрактної та проектної логістики з акцентом на надання ІТ-рішень, митно-брокерський супровід.
У 2010 році компанія Kuehne + Nagel стала світовим лідером серед експедиторських компаній з 15% світового ринку авіа та морських вантажних перевезень. Станом на кінець 2019 ріку компанія налічує понад 1 395 відділень в 109 країнах, в яких працює близько 83 160 співробітників.

## Статистичні дані за 2019 рік
Оборот компанії – 25,295 млн. CHF (+1,9%)
- №1 у світі у морській логістиці з оборотом 9,8 млн CHF
- №2 у світі у авіа логістиці з оборотом 5,5 млн CHF
- №5 у світі у авто логістиці з оборотом 4,1 млн CHF
- №1 у світі оператор з контрактної логістики з оборотом 6 млн CHF.[7]

## Історія
Історія компанії Kuehne + Nagel починається в 1890 році, коли Август Кюне і Фрідріх Нагель заснували експедиторське агентство в Бремені (Німеччина). Пізніше, в 1902 році компанія почала свою діяльність в німецькому морському порту Гамбург. Після смерті засновників, керівництво компанії очолили нащадки Августа Кюне – сини Альфред і Вернер.  
На початку 1950-х років Альфред Кюне ініціював міжнародну експансію компанії і Kuehne + Nagel до Канади, відкривши філії у Торонто, Онтаріо і Монреалі, Квебеку. Цього ж року, компанія відкрила сучасний вантажно-розвантажувальний склад у порту Гамбурга. У 1963 році Kuehne + Nagel купив контрольний пакет акцій в Афінах (Греція) на базі Proodos S.A, а також розширився до Італії. У 1975 році компанія прийняла структуру холдингової компанії з назвою Kuehne + Nagel International AG з головним офісом у місті Шенделега, Швейцарія. У 1966 році, у віці 30 років, член сім'ї Кюне третього покоління Клаус-Майкл Кюне приєднався до керівництва в якості виконавчого директора і очолив майбутню експансію Kuehne + Nagel, особливо її європейські і далекосхідні операції. У 1981 році Альфред Кюне помер, а в липні того ж року через втрати, понесених сім'єю Кюне в спробі розширити свій флот, 50% акцій Kuehne + Nagel було продано британському конгломерату Lonrho Plc за 90 мільйонів німецьких марок. Після угоди злиття Клаус-Майкл Кюне і глава Lonrho Plc Роланд Ровланд (Roland «Tiny» Rowland) стали рівноправними керівниками об'єднаної організації. Kuehne + Nagel також розширилася завдяки придбанню вантажних компаній: Domenichelli SpA (Італія), Van Vliet BV (Нідерланди), Hollis Transport Group Ltd. (Велика Британія), Transportes Tres (Іспанія) та інших придбань в Данії, Норвегії та Швеції.
У 1992 році Kuehne + Nagel стала публічною компанією. Акції компанії були розміщені на біржі в Цюриху і Франкфурті. У тому ж році Kuehne + Nagel були засновані дочірні підприємства в Норвегії, Швеції і Данії. На початку 2000-х років Kuehne + Nagel закріпилася на ринку логістичних послуг в Азіатсько-Тихоокеанському регіоні, коли компанія створила стратегічний альянс з сінгапурською компанією SembCorp Logistics. У 2001 році компанія придбала USCO Logistics Inc. – провайдера логістичних послуг на базі складу у Хамдене (штат Коннектикут, США). У 2012 році Kuehne + Nagel придбала контракти на канадські швидкопсувні міжнародні перевезення (PIT) для розширення глобальної мережі свіжих і заморожених продуктів. У вересні 2013 року Kuehne + Nagel погодився об'єднати свій залізничний бізнес з VTG для створення спільної компанії VTG Rail Logistics. Компанія почала свою діяльність в 2014 році і була найбільшим в Європі приватним залізничним бізнесом.

## Kuehne + Nagel в Україні
В Україні Kuehne + Nagel представлена дочірнім підприємством (ДП) «Кюне + Нагель». Представництво компанії розпочало роботу у 1992 році, повноцінну дочірню компанію було засновано у 1997 році.  Принцип, на якому було засновано представництво в Україні: «Не обіцяй того, що зробити не можеш. Пообіцяв - розбийся, але зроби». 
Відданість справі була оцінена клієнтами, і вже у 2009 році компанія була визнана "Кращим міжнародним логістичним оператором в Україні -2009" за підсумками національного рейтингу в сфері логістики. 
Сьогодні це команда понад 450 професіоналів, яких поєднує єдина мета – надання висококваліфікованого сервісу клієнтам у галузі авіа-, авто-, морських вантажоперевезень, послуги митно-брокерського супровіду, послуги контрактної логістики. 
Головний офіс українського представництва розташований у Києві, та має представників у регіональних містах – Львові, Одесі, Чопі.  
Основні драйвери успіху Кюне + Нагель в Україні - це контрактна логістика та складська послуги, що працюють на більше ніж 100 000 квадратних метрів, надаючи послуги в режимі 24/7 та користуючись сучасною системою управління складськими операціями. Стабільно щорічно компанія входить до рейтингів ТОР-3 логістичних операторів України за напрямками авіа-, авто-, морських вантажних перевезень.

## Керівництво

### Рада директорів
Joerg Wolle (Голова),  Karl Gernandt (Заступник голови), Klaus-Michael Kuehne (Почесний голова), Dr. Renato Fassbind, David Kamenetzky, Dr. Thomas Staehelin, Hauke Stars, Dr. Martin C. Wittig.

## Члени правління
Dr. Detlef Trefzger (Виконавчий директор), Markus Blanka-Graff (Фінансовий директор), Lothar Harings (Директор з персоналу), Martin Kolbe (Директор з інформаційних технологій), Horst Joachim Schacht (Виконавчий віце-президент морського фрахту), Stefan Paul (Виконавчий віце-президент наземного транспорту), Yngve Ruud (Виконавчий віце-президент авіа фрахту), Gianfranco Sgro (Виконавчий віце-президент контрактної логістики).

### Структура
- Операційні діяльність проводиться в наступних географічних регіонах:
- Європа (регіональний офіс у Гамбурзі, Німеччина)
- Близький Схід та Африка (регіональний офіс у Дубаї, Об'єднані Арабські Емірати)
- Північна Америка (регіональний офіс у Нью-Джерсі, США)
- Центральна та Південна Америка (регіональний офіс у Сантьяго де Чилі, Чилі)
- Північно-Східної Азія (регіональний офіс у Шанхаї, Китай)
- Південна Азія (регіональний офіс у Сінгапурі)

До холдингу входять наступні дочірні компанії: Kuehne & Nagel Management AG, Kuehne & Nagel Internationale Transporte AG, Kuehne & Nagel Liegenschaften AG, Kuehne & Nagel Treasury AG, Nacora Holding AG, Nacora Agencies AG, Nakurail AG, Ferroviasped Holding AG, Kuehne & Nagel Asia Pacific Holding AG [5].

## Послуги
Діючі підприємства KN у переважній більшості організовані у чотири бізнес-одиниці:
- Морські перевезення (Seafreight)
- Авіа перевезення (Airfreight)
- Сухопутні перевезення (Overland)
- Контрактна логістика (Contract Logistics)

Компанія надає вантажні морські і повітряні перевезення, контрактну логістику і сухопутні перевезення з фокусом на сучасні ІТ-рішення. Послуги митно-брокерського супровіду. Підрозділ з  контрактної логістики пропонує послуги складування, копакінгу, дистриб’юції та різні методи обробки товарних потоків. 
Рішення Kuehne + Nagel використовуються в найбільших в світі галузях промисловості: аерокосмічні, автомобільні, споживчі товари, високотехнологічну та побутову електроніку, промислові товари, нафта і газ, роздрібну торгівлю, фармацевтику та охорону здоров'я.

## Екологічна ініціатива Net Zero Carbon

Як піонер у галузі, Kuehne + Nagel активно реагує на вплив викидів CO2 у атмосферу, що здійснюють її постачальники – авіа та морські лінії, транспорті компанії, на екологічну ситуацію у світі. На початку 2020 року було ініційовано глобальний екологічний проект Net Zero Carbon, основною метою якого є скорочення викидів вуглецю у атмосферу планети та повна нейтральність власного вуглецевого сліду до 2030 року.
Проект передбачає максимальне скорочення власних викидів СО2, шляхом використання поновлювальних джерел енергії та управління відходами, активну співпрацю з постачальниками щодо інновацій спрямованих на скорочення викидів, та нейтралізацію вуглецевого сліду, інвестуючи у екологічні проекти.
Наразі, Kuehne + Nagel активно долучає клієнтів до ініціативи Net Zero Carbon. Пропонуючи логістичні послуги, що не несуть негативний вплив на довкілля та CO2 нейтральні, компанія надає можливість своїм замовникам зробити власний внесок у покращення глобальної екологічної ситуації у світі без додаткових інвестицій.